# Диханих, Йоханн
Йоханн Диханих (нем. Johann Dihanich; род. 24 октября 1958, Айзенштадт, Австрия) — австрийский футболист, полузащитник.
Прежде всего известен выступлениями за венскую «Аустрию» и национальную сборную Австрии. Пятикратный чемпион Австрии.

## Клубная карьера
Во взрослом футболе дебютировал в 1978 году выступлениями за команду клуба «Аустрия» (Вена), в котором провел пять сезонов, приняв участие в 145 матчах чемпионата. Большинство времени, проведенного в составе венской «Аустрии», был основным игроком команды.
В течение 1983—1984 годов защищал на условиях аренды цвета команды клуба «Ваккер» (Инсбрук).
Своей игрой за последнюю команду вернул внимание представителей тренерского штаба клуба «Аустрия» (Вена), в состав которого вернулся из аренды в 1984 году. В этот раз играл за венскую команду следующие три сезона своей игровой карьеры. Играя в составе венской «Аустрии» также в основном выходил на поле в основном составе команды.
Впоследствии с 1987 по 1991 год играл в составе команд клубов ГАК (Грац) и «ЛАСК».
Завершил профессиональную игровую карьеру в клубе «Фаворитнер», за команду которого выступал в течение 1991—1992 годов.

## Выступления за сборную
В октябре 1980 года дебютировал в официальных матчах в составе национальной сборной Австрии игрой против команды Венгрии. В течение карьеры в национальной команде, которая длилась 5 лет, провёл в форме главной команды страны 10 матчей.
В составе сборной был участником чемпионата мира 1982 года в Испании.

## Титулы и достижения
- Чемпион Австрии (5):

«Аустрия» (Вена): 1979, 1980, 1981, 1985, 1986